# Synagoga w Zbąszyniu
Synagoga w Zbąszyniu – główna synagoga zbąszyńskiej gminy żydowskiej znajdująca się przy obecnej ulicy Żydowskiej 1.
Synagoga została zbudowana w latach 1885–1890 na miejscu starszej synagogi. W listopadzie 1938 roku znajdowało się w niej schronisko dla polskich Żydów wypędzonych z Niemiec.
Podczas II wojny światowej hitlerowcy zdewastowali synagogę. W latach 60. budynek synagogi przebudowano na dom mieszkalny. Nie zachowały się żadne elementy dawnego wyglądu.
Murowany budynek synagogi wzniesiono na planie prostokąta. Wewnątrz znajdowała się obszerna główna sala modlitewna, do której wchodziło się przez prostokątny przedsionek. Salą główną najprawdopodobniej z trzech stron, na wysokości piętra otaczały galerie dla kobiet.